# Беркуты (пилотажная группа)
«Бе́ркуты» — пилотажная группа российских ВВС. Группа летает на шести ударных вертолётах Ми-28Н «Ночной охотник» и разведывательно-ударном вертолёте Ка-52 «Аллигатор». Эскадрилья была основана 12 апреля 1989 года в составе 344-го Центра боевого применения и переучивания летного состава армейской авиации в городе Торжке. «Беркуты» одна из немногих вертолётных групп в мире, которая демонстрирует фигуры высшей и средней степени сложности как в вертикальной, так и в горизонтальной плоскости на предельно малой высоте, на строевых вертолетах Ми-28Н и Ка-52, которые в обычное время используются для повышения летного мастерства офицеров центра, а также на применение вооружения на полигоны. Участие лётчиков пилотажной группы «Беркуты» стало традиционным на авиакосмических салонах в Жуковском, на авиационных праздниках Москвы, Владимира, Тулы, Самары, Сызрани.

## История
В 1979 году в Торжке был создан Центр боевого применения и переучивания летного состава армейской авиации, в котором ведётся подготовка лётчиков высшей категории с присвоением им впоследствии квалификаций «лётчик-снайпер» и «штурман-снайпер». Так, в 1989 году на базе этого Центра была создана пилотажная вертолётная группа «Беркуты». Организатором группы был Герой Российской Федерации заслуженный военный летчик генерал-майор Борис Воробьев.
Сначала группа состояла из трех лётчиков, которые начали тренировочные полеты. Позже состав пополнился. 11 апреля 1992 года группа выполнила первые демонстрационные полеты на аэродроме Кубинка, на авиационно-спортивном празднике в честь Дня космонавтики. Этот день считается официальным днем рождения группы. Позже «Беркуты» стали тренироваться в составе шести Ми-24. Признание мастерства «Беркуты» получили в воздушном параде над Поклонной горой в честь 50-летия Победы в Великой Отечественной войне.
9 мая 2014 года участвовала в Параде на Красной площади в Москве.

### Особенность группы

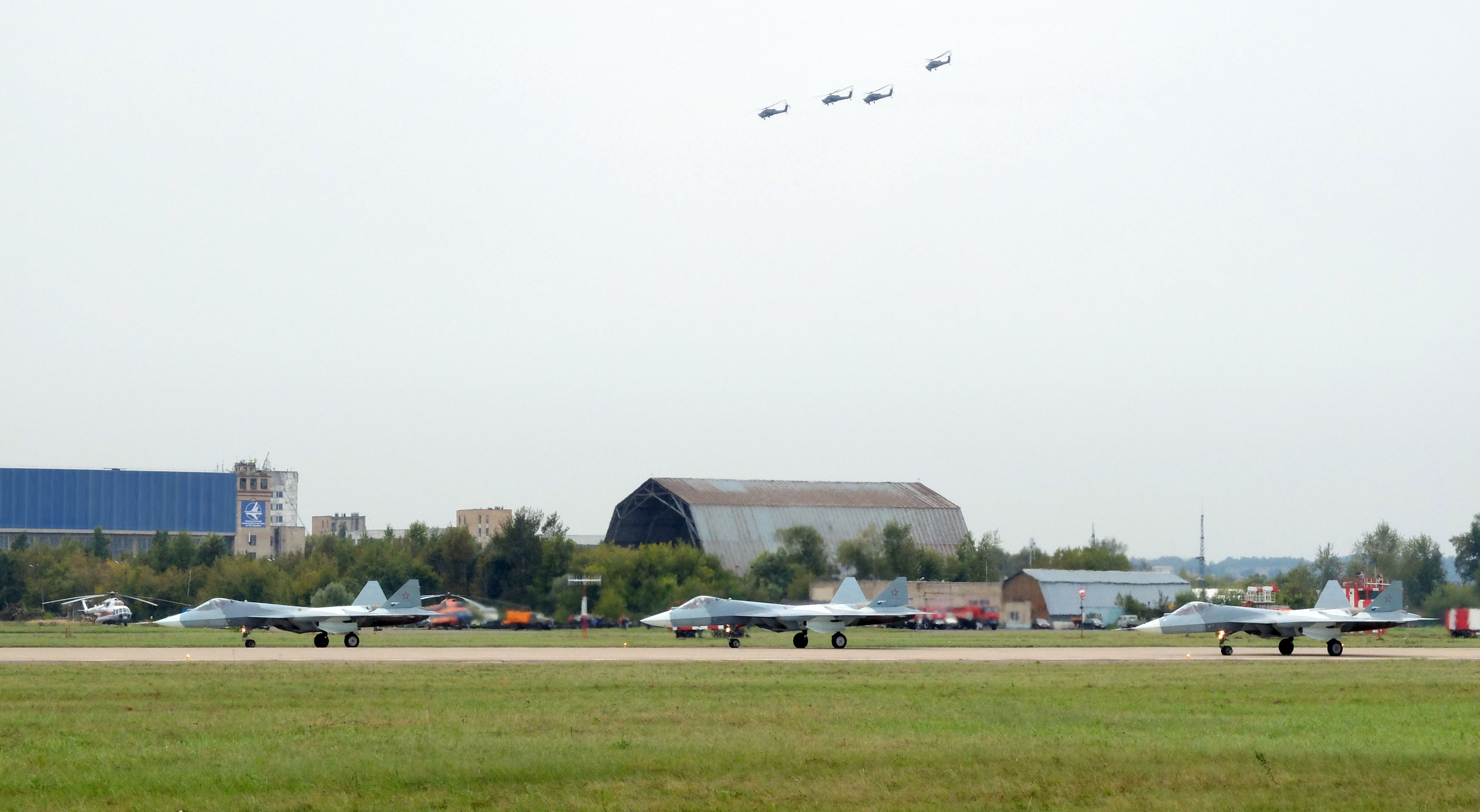
МАКС-2013. Три борта ПАК ФА на исполнительном, и пилотажная группа «Беркуты» на Ми-28Н на горизонте.

Особенность группы заключается в том, что «Беркуты» в отличие от многих своих коллег демонстрировали и элементы боевой подготовки, например, действия группы вертолётов по прикрытию высадки тактического воздушного десанта, блокирование района выполнения поисково-спасательных работ, групповой воздушный бой вертолётов и многое другое.
С момента основания пилотажной группы и до сегодняшнего дня работа её участников, лётчиков Центра боевого применения и переучивания лётного состава армейской авиации, держится на собственном энтузиазме. Участие в авиасалонах, шоу, праздничных мероприятиях не приносит «Беркутам» никакой прибыли. Это ещё одна особенность, отличающая российскую вертолётную пилотажную группу от иностранных коллег.

### Нынешнее положение группы
11 апреля 2014 года пилотажной группе «Беркуты» исполнилось 25 лет. За эти годы сменилось четыре поколения лётного состава. Торжокский центр и группа выжила в сложный экономический период 90-х годов. Лётчики группы, совместно с вертолётами Торжокского Центра, участвовали в групповом пролёте над Красной площадью в 2009, 2010, 2011, 2013, 2014, 2015 годах. С 2012 года группа выполняет полеты на шести Ми-28Н и одном Ка-52. На этих машинах теперь показывают высочайшее мастерство офицеры Торжокского Центра. Состав группы на Ми-28Н: Андрей Попов (командир группы), Игорь Бутенко (погиб 2 августа 2015 года, полигон Дубровичи, Рязань), Роман Исаковский, Александр Воронов, Дмитрий Миняйло, Сергей Морозов, одиночный пилотаж на Ка-52 Сергей Бакин.

### Аналогичные пилотажные группы
В 1990 году на авиабазе «Боры» началась и история прямых конкурентов «Беркутов» из Чехословакии — пилотажной группы на четырёх Ми-24, позже известной под названием «Hinds». Но распад государства повлек и распад группы. Однако после 1993 года «Hinds» возродилась уже в чешских ВВС, но вскоре была расформирована.
На сегодняшний день существует одна пилотажная группа, выступающая, как и «Беркуты», на серийных боевых вертолетах Ми-24. Это польская пилотажная группа «Скорпион», сформированная в 1999 году.

## Происшествия
2 августа 2015 года во время показательных выступлений на конкурсе Авиадартс проходивших на полигоне Дубровичи, под Рязанью, разбился вертолёт Ми-28Н. Один из лётчиков — полковник Игорь Бутенко погиб. У второго пилота старшего лейтенанта Александра Клетнова врачи диагностировали компрессионный перелом нижних шейных и грудных позвонков. По предварительной версии, озвученной прессой, причиной авиационного происшествия стал отказ техники.